# Radio télévision suisse
Pour les articles homonymes, voir RTS.
La Radio télévision suisse (RTS) est une entreprise audiovisuelle de service public appartenant à la Société suisse de radiodiffusion et télévision (SSR). Elle propose des programmes sur quatre chaînes de radio, deux chaînes de télévision et plusieurs plateformes numériques.
Elle produit, acquiert et diffuse des programmes d’information, de sport, de culture, de musique et de divertissement, à destination de tous les publics en Suisse romande.
Les studios sont basés à Genève et à Lausanne. La RTS dispose également d’un bureau dans chaque canton romand ainsi que de correspondants à Berne, Zurich, Lugano et dans les principales capitales internationales.

## Histoire
La Radio télévision suisse (RTS) a été fondée en 2010 à la suite de la fusion de la Télévision suisse romande et de la Radio suisse romande.
Cette nouvelle unité (institution publique) a été lancée le 1er janvier 2010 et est dirigée jusqu'en avril 2017 par Gilles Marchand, qui est par la suite nommé directeur de la SRG SSR le 1er octobre 2017. Le directeur de la RTS depuis le 1er mai 2017 est Pascal Crittin.
Les chaînes de télévision diffusent leurs programmes en haute définition (720p) depuis le 29 février 2012, à l'exception de celles qui ont adopté la technologie de la TNT. En effet, plus de 80 % des téléspectateurs reçoivent ces chaînes via le câble ou le satellite, et l'investissement pour la diffusion TNT en haute définition aurait été trop élevé.
Parallèlement à la haute définition, la diffusion sur le câble et le satellite en définition standard se poursuivra jusqu'en 2015 au moins (simulcast), afin de laisser le temps aux téléspectateurs de s'équiper en conséquence.
Depuis le 29 février 2012, les chaînes de télévision RTS se nomment RTS Un et RTS Deux en lieu et place de TSR 1 et TSR 2. En 2019, elles sont renommées RTS 1 et RTS 2 à l'instar de leurs homologues des autres unités d'entreprises de la SSR.
En septembre 2017, la RTS crée son premier média numérique Tataki. Avec une présence exclusive sur le numérique, via les réseaux sociaux tels que YouTube, Instagram et Facebook, ainsi que sur Play RTS, Tataki crée et partage au quotidien des vidéos et des illustrations sur trois axes thématiques principaux : le divertissement, la culture urbaine et les enjeux de société. Dès 2020, Tataki est également présent sur TikTok.
En 2018, l'initiative populaire "Oui à la suppression des redevances radio et télévision (dite "No Billag") est rejetée par le peuple Suisse à 71,6 %. Ce résultat assure à la RTS 75 % de son financement via la perception d'une redevance par ménage suisse.
En février 2021, la RTS adopte l'écriture inclusive, ce qui en fait l'un des premiers médias en Suisse romande.
En mars 2022, le passage de la Radio, siège de la Tour de la télévision à Genève, est renommé passage Marie-Claude Leburgue.

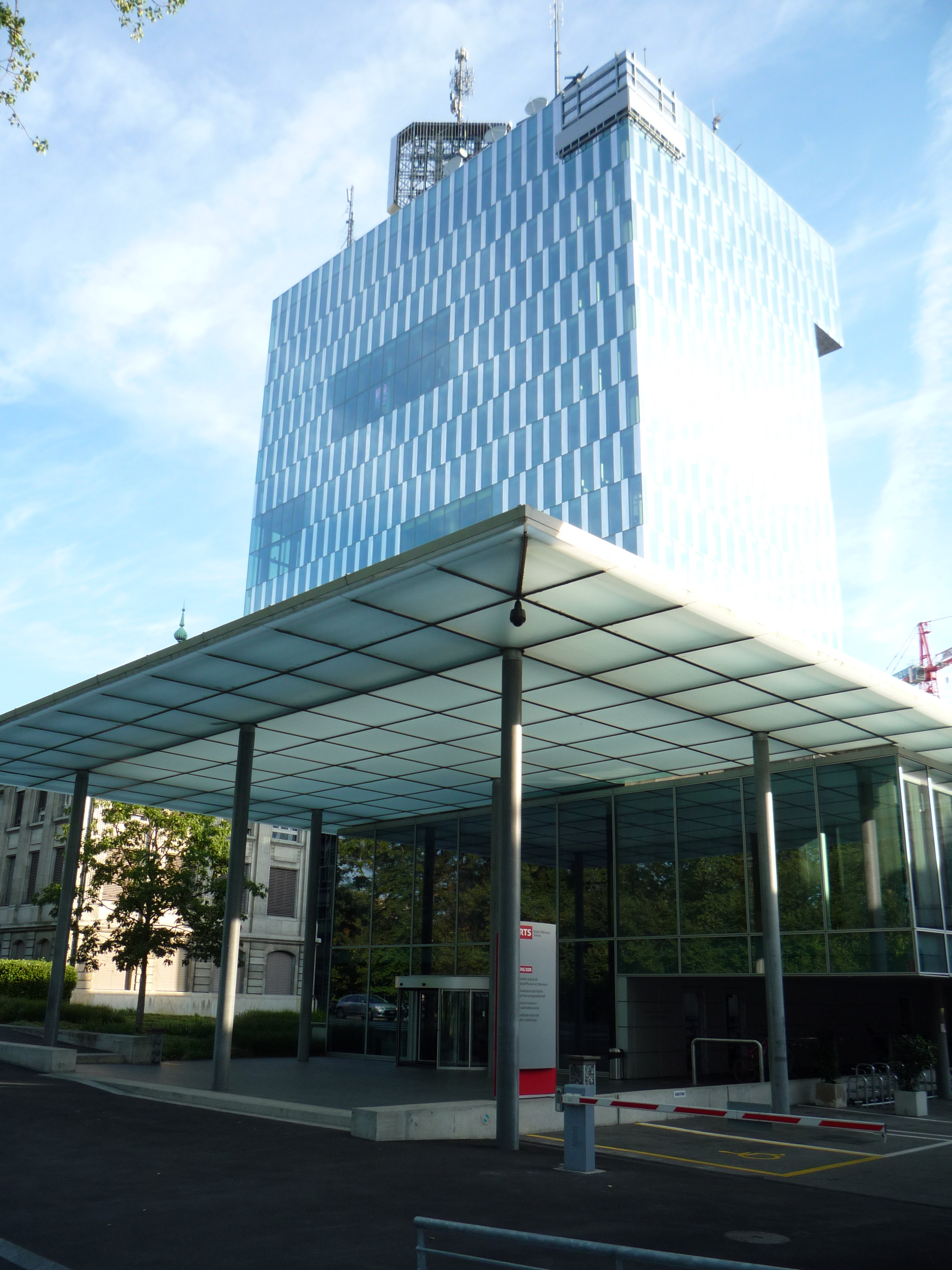
Tour de la Radio télévision suisse (RTS) à Genève, siège de la télévision.
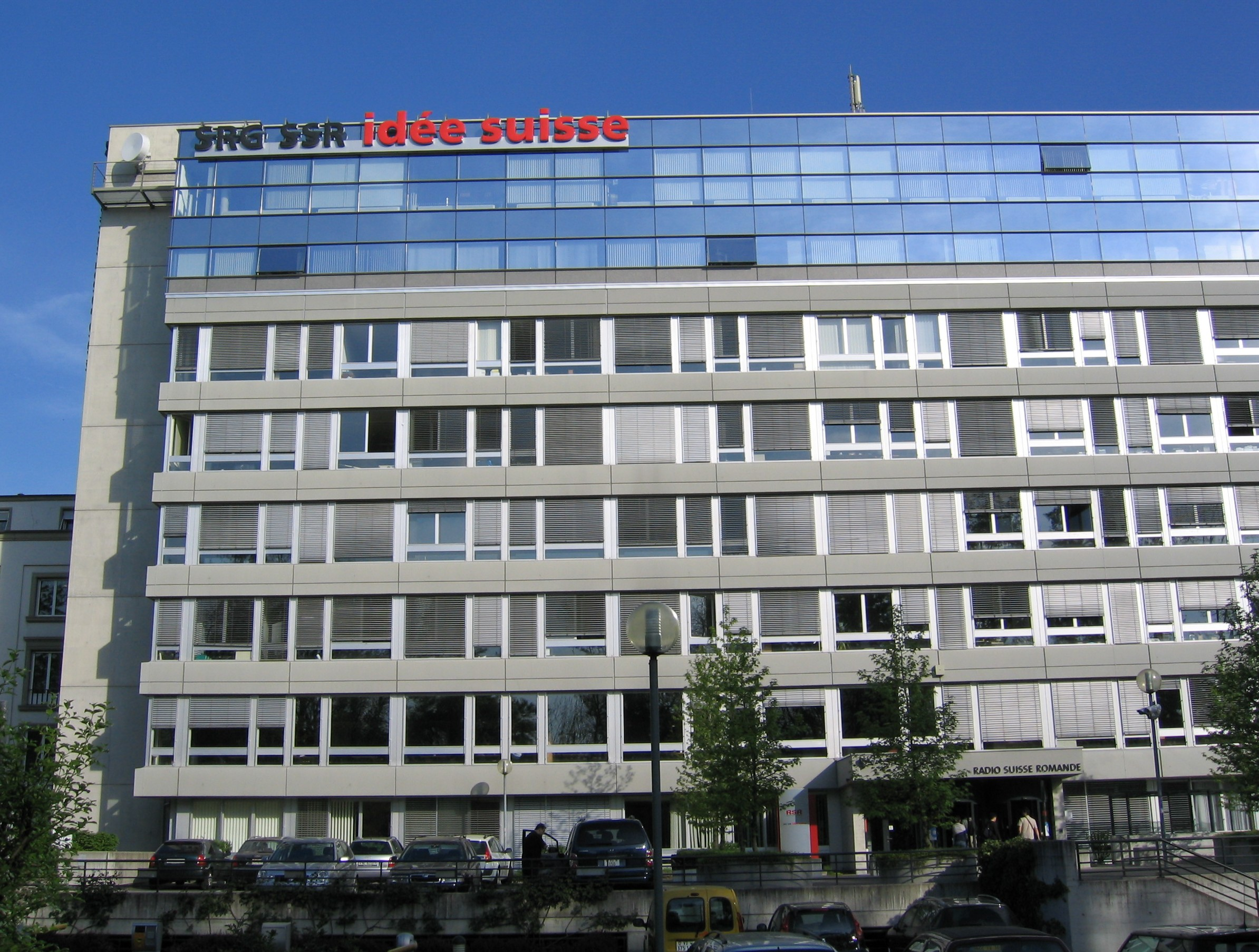
Bâtiment de la Radio télévision suisse (RTS) à Lausanne, siège de la radio.

## Activités

### Radio

RTS Première, programme généraliste.
RTS Espace 2, proposant culture et musique classique.
RTS Couleur 3, programme aux tendances actuelles destiné aux plus ou moins jeunes.
RTS Option Musique, programme musical, tubes d'hier et d'aujourd'hui.

### Télévision

RTS 1, chaîne de télévision généraliste.
RTS 2, chaîne de télévision généraliste.

### Web

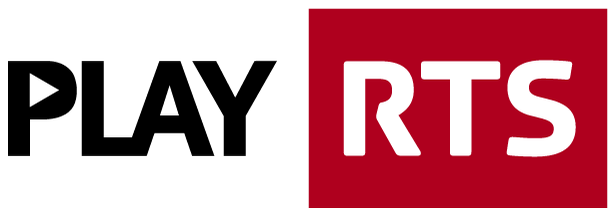
Play RTS, player dédié de la RTS.
RTS Info, portail d'information.
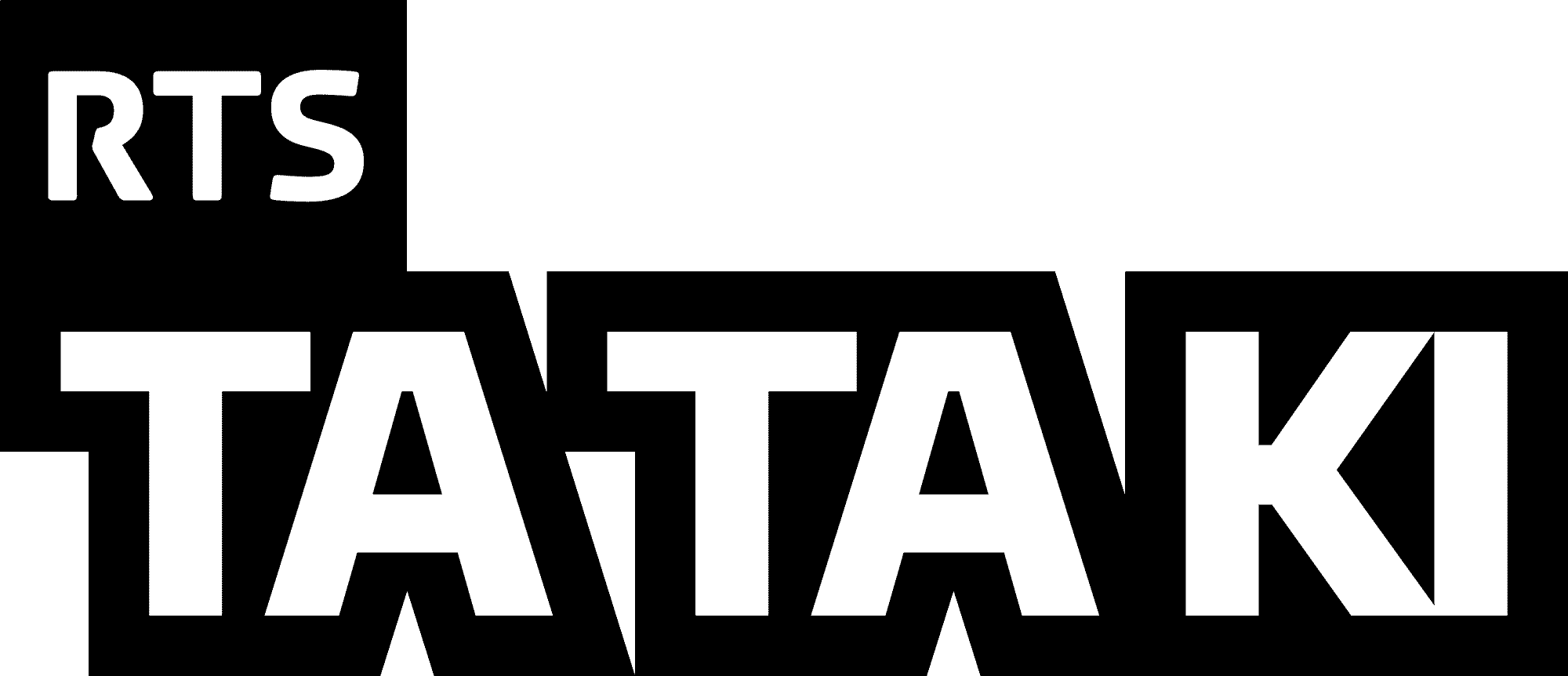
Tataki, média numérique destiné aux 15-25 ans.

## Diffusion
Les chaînes de télévision de la RTS sont accessibles :
- par réception satellite, en qualité numérique optimale dans toute la Suisse et en Europe[4]
- par câble (DVB-C)[5]
- par internet[6]
- par digital-IPTV-Box[7]
- par HBBTV[8]

Les chaînes radio de la RTS sont accessibles :
- en DAB+[9]
- en FM[10]
- par satellite (radio numérique)[11]
- par internet[12]
- par câble[13]

## Organisation

### Conseil de direction
Le Conseil de direction (CD) est l'organe supérieur de décision de la RTS, y compris en ce qui concerne les programmes. Ses membres sont le Directeur et les Chefs de département. Le Secrétaire général RTS est invité permanent.
Le CD est responsable de la conduite globale de la RTS. Il définit la stratégie d’entreprise et de l’offre, valide le budget annuel, le plan financier et les investissements importants, et prend toutes décisions concernant les projets stratégiques. Il approuve l’organisation de l’entreprise et valide les politiques programmatiques, structures de grilles et évolutions de l’offre qui comportent un enjeu stratégique.

#### Direction
Pascal Crittin est le directeur de la RTS depuis le 1er mai 2017.

#### Départements
- Stratégie & Programmation
- Actualité & Sport
- Société & Culture
- Opérations
- Communication & Marketing
- Relations Humaines
- Finances

## Sites de production

### La Tour RTS à Genève

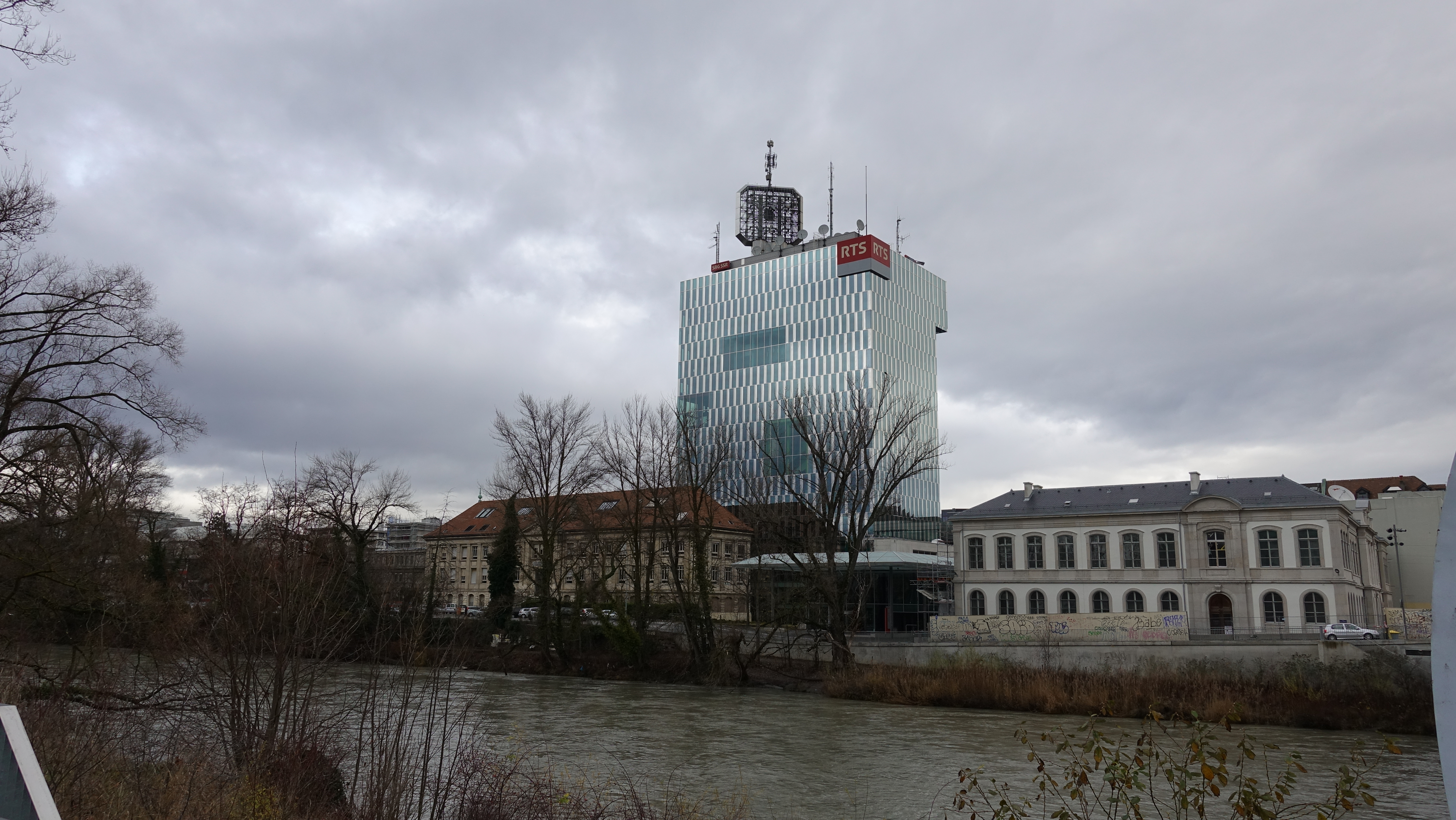
Tour de la RTS

Entre 1963 et 1970, l'architecte genevois Arthur Bugna est chargé de la construction de la Tour de la télévision, au quai Ernest-Ansermet, à Genève.
Entre 2005 et 2010, la Tour TV fut désamiantée et rénovée.
La Tour TV est principalement un bâtiment administratif. Les studios de production, notamment le Studio 4 et le Studio Image (STIM) sont situés au pied de la tour dans un bâtiment adjacent. Le bâtiment CV2, le long du Boulevard Carl-Vogt abrite le studio des Sports.
Le centre de production de Genève abrite trois plateaux de télévision, une régie fixe, un studio consacré aux actualités, un studio consacré aux émissions de sport, plus de 30 box de montage, des équipements de postproduction audio et vidéo et des ateliers de conception et construction de décors. La RTS dispose également de trois cars de tournage équipés de 6 à 16 caméras d'haute définition, ainsi que 2 unités de transmission satellite, basés au centre de stockage technique de la RTS à Meyrin.

### Le bâtiment de la radio à Lausanne

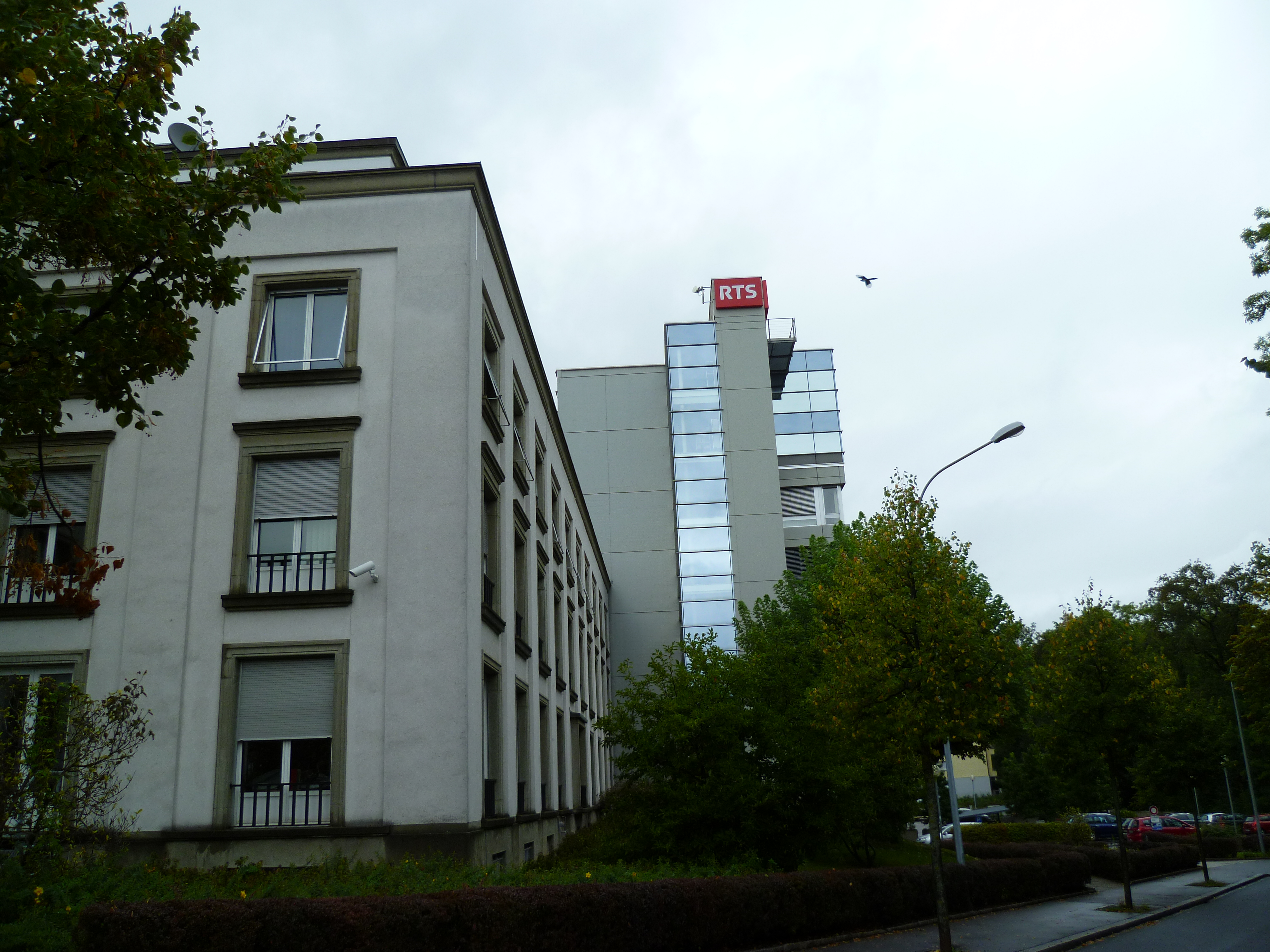
Bâtiment de la radio à Lausanne

Le bâtiment de la radio, alors appelé Maison de la Radio, fut inauguré en 1935 à la Sallaz, au nord de Lausanne.
Il regroupe des bureaux administratifs, les studios de production de chaînes de radio de la RTS et le grand Studio 15.

### Bureaux régionaux
La RTS dispose de bureaux régionaux et de correspondants afin d'assurer ses productions dans toutes les régions de la Suisse romande :
- Bienne
- Centre médias du Palais Fédéral
- Genève
- Lausanne
- Fribourg
- Delémont
- Moutier
- Neuchâtel
- Sion
- Zurich
- Tegna

## Financement
La RTS fait partie de l'audiovisuel de service public et est donc financée en majorité par la redevance audiovisuelle à hauteur de 75 %. Les 25 % restants sont financés grâce à la publicité et notamment la revente de ses émissions à d'autres diffuseurs.

## Identité visuelle

Logo transitoire de la RTS.
Logo de la RTS à partir de janvier 2010.

## Polémiques

### Photos à caractères sexuels sur les serveurs de Thierry Catherine
Le stockage de ces photos est dénoncé en mai 2005 par l'informaticien Jorge Resende. La direction prend connaissance de cette affaire et convoque trois experts qui tranchent et affirment que ces photos ne sont pas à caractères pédophiles. Thierry Catherine est soumis à un suivi psychologique. Jorge Resende tente de relancer sa direction en fin 2006 et octobre 2007, à la suite de quoi il est licencié par Gérard Tschopp en décembre 2008. Il a dû attendre 2010 pour être réhabilité à la RTS.
En février 2008, un juge d'instruction se saisit du dossier. Les résultats de cette procédure ne sont pas connus.
Thierry Catherine est licencié de la RSR et, selon ses propos, il est condamné à une amende de 100 francs suisses avec sursis avant d'être embauché par France Bleu.

### Réaction à la condamnation d'un ancien membre
En 2011, Patrick Allenbach est condamné pour agressions sexuelles (attouchements et fellations) sur des adolescents de moins de 15 ans par le tribunal correctionnel de Bourg-en-Bresse. Les faits se sont déroulés à la fin des années 1980 et dans les années 1990.

### Dysfonctionnements éthiques, accusations d'agressions sexuelles
En octobre 2020, une enquête du journal Le Temps, basée sur une trentaine de témoignages réunis par 3 journalistes en plusieurs mois, rapporte des gestes déplacés, des propos salaces, du harcèlement sexuel et des rapports non consentis à l'initiative d'employés d'un service de la RTS contre des collaborateurs subalternes, des stagiaires et apprentis journalistes. Il rapporte aussi des témoignages de conversations autour de la sexualité sites sur des réseaux sociaux avec des mineurs, sous couvert de faux profils. Parmi les personnes épinglées figure l'ancien présentateur Darius Rochebin, qui en octobre 2020 « conteste fermement s’être livré à des actes pénalement répréhensibles »,, déposant plainte contre Le Temps pour diffamation le 10 novembre 2020.
La Liberté évoque un « Dariusgate », et 550 employés de la RTS signent une lettre ouverte à la direction de RTS pour s'étonner, notamment que seul le cas de Darius Rochebin soit signalé,.